# امیرحسین پیروانی
امیرحسین پیروانی (زاده ۲۵ شهریور ۱۳۴۶) بازیکن سابق و مربی فوتبال اهل ایران است. او هم اکنون به عنوان عضو کادرفنی در باشگاه فوتبال پرسپولیس مشغول به فعالیت است.

## تحصیلات دانشگاهی
امیرحسین پیروانی دارای مدرک کارشناسی حقوق قضایی و دکترای تخصصی تربیت بدنی و علوم ورزشی با گرایش رفتار حرکتی و روانشناسی ورزشی میباشد. 
وی علاوه بر تألیف کتاب و چاپ مقاله های متعدد در نشریات معتبر، چندین مرتبه در همایش های بین المللی داخلی و خارجی به عنوان سخنران، حضور چشمگیر داشته است.

## مدارک مربیگری و مدرسی فوتبال
امیرحسین پیروانی دارای مدرک پرولایسنس (حرفه ای) کنفدراسیون فوتبال آسیا (AFC) بوده و همچنین دارای مدارک بین المللی مربیگری و مدرسی از کشور های آلمان، سوئیس، اتریش و چند کشور آسیایی میباشد.
وی به عنوان مدرس رسمی کنفدراسیون فوتبال آسیا، سابقه ی تدریس متعدد در کلاس های مربیگری A-B-C را دارد.

## دوران مربیگری
وی بیش از ۲۵ سال سابقه هدایت تیم های فوتبال لیگ برتر و دسته اول را به عنوان سرمربی و مربی در کارنامه ی خود داشته و از همه مهمتر:
- سرمربی تیم ملی جوانان در جام جهانی کره جنوبی ۲۰۱۷
- سرمربی تیم ملی امید در مسابقات آسیایی ۲۰۱۸
- سرمربی تیم ملی دانشجویان
- مربی تیم ملی امید در مسابقات آسیایی گوانگژو ۲۰۲۰

## رزومه
صعود به جام جهانی جوانان با تیم ملی زیر ۲۰ سال (جوانان) ایران ۲۰۱۷ کره جنوبی (بعد از ۱۶ سال)
کسب پیروزی در جام جهانی بعد از ۴۰ سال (ایران ۱–۰ کاستاریکا)
دو برادر به نام غلامحسین پیروانی و افشین پیروانی دارد.